# Стамболійський
Стамболі́йський (болг. Стамболийски) — місто в Пловдивській області Болгарії. Адміністративний центр общини Стамболійський.

## Населення
За даними перепису населення 2011 року у місті проживала 11 601 особа.
Національний склад населення міста:
| Національність   | Кількість осіб | Відсоток |
| ---------------- | -------------- | -------- |
| болгари          | 10541          | 95,3%    |
| цигани           | 334            | 3,0%     |
| турки            | 16             | 0,1%     |
| інша             | 29             | 0,3%     |
| не визначились   | 146            | 1,3%     |
| Всього відповіли | 11066          |          |

Розподіл населення за віком у 2011 році:
Динаміка населення: